# Schloßstraße 13 und 14 (Potsdam)

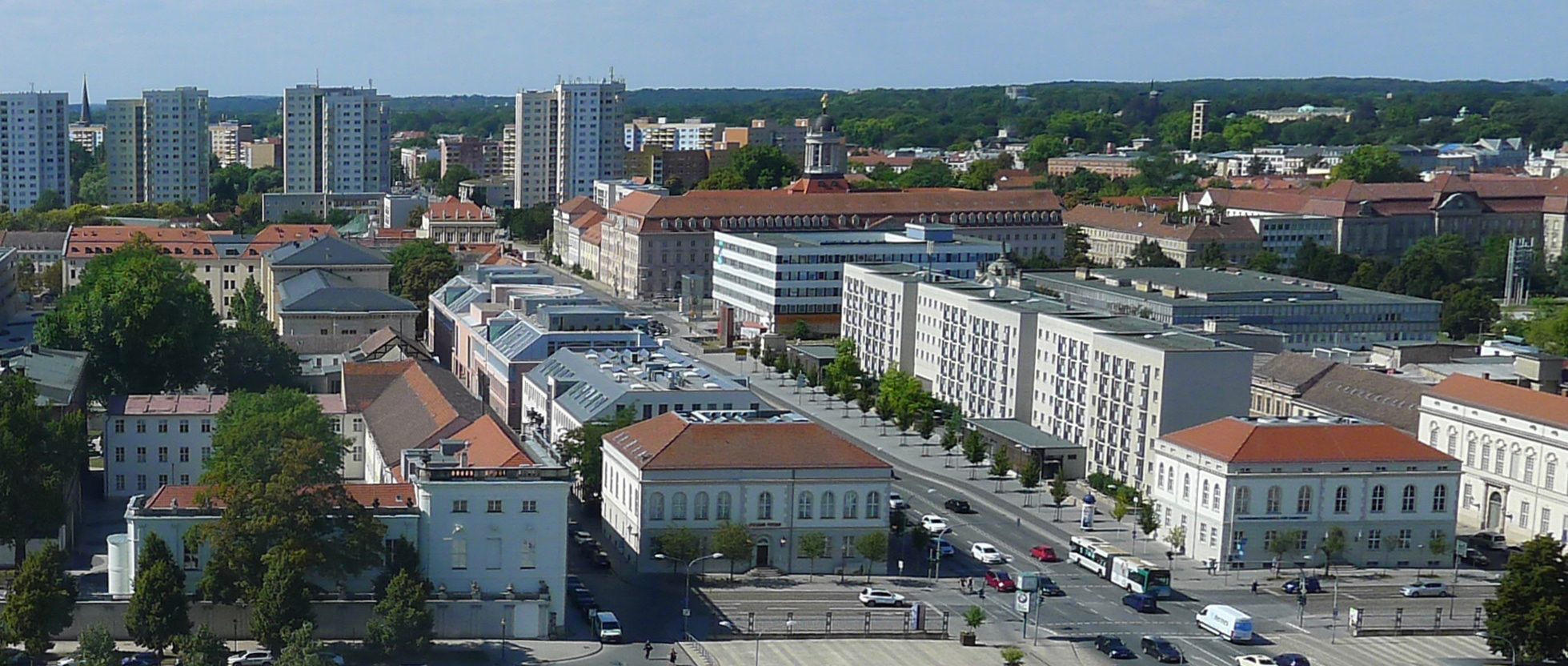

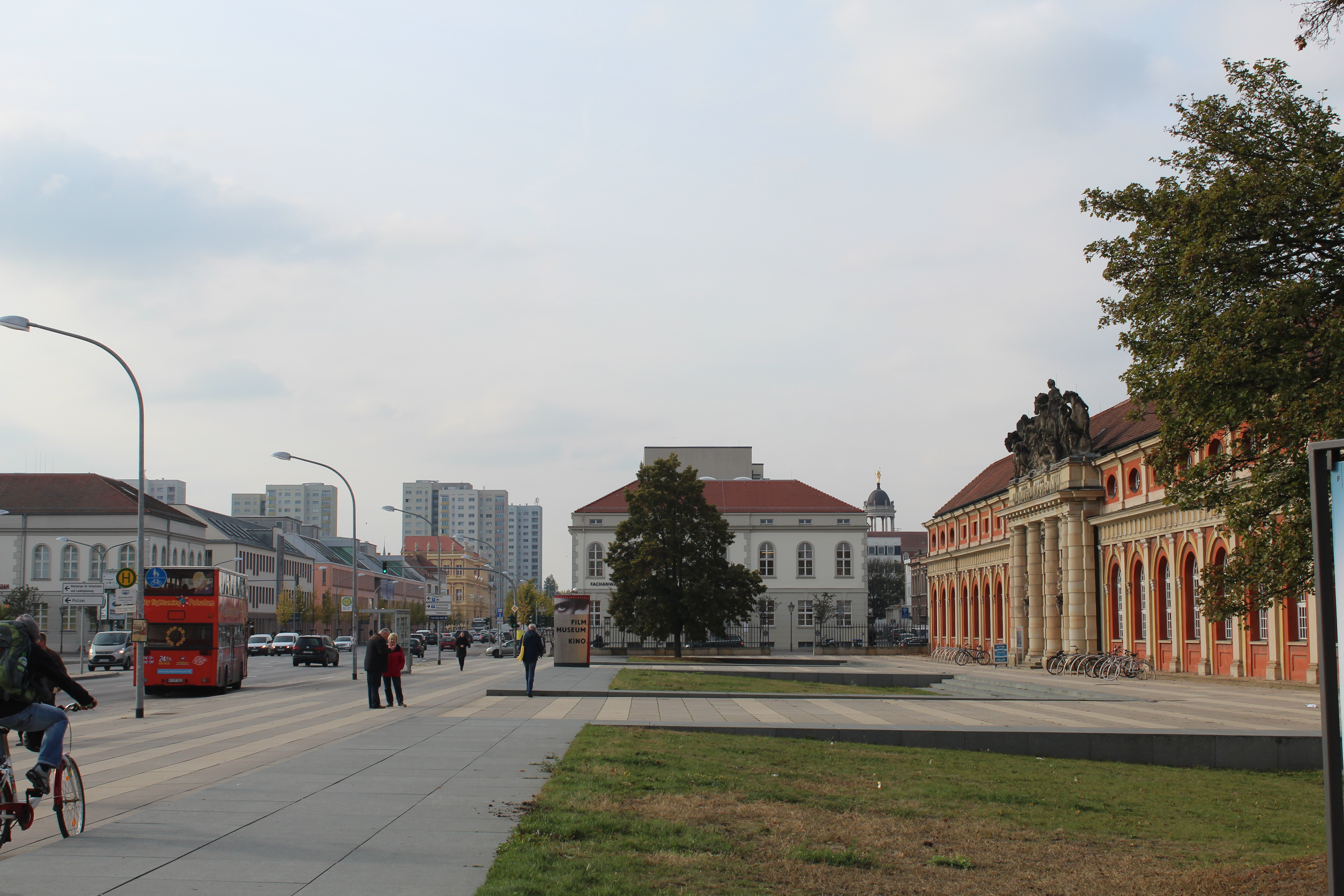
Potsdam, Pendantgebäude Schloßstraße 14 und 13 mit Blick in die dazwischen liegende Breite Straße und auf den Marstall (Filmmuseum) von links nach rechts

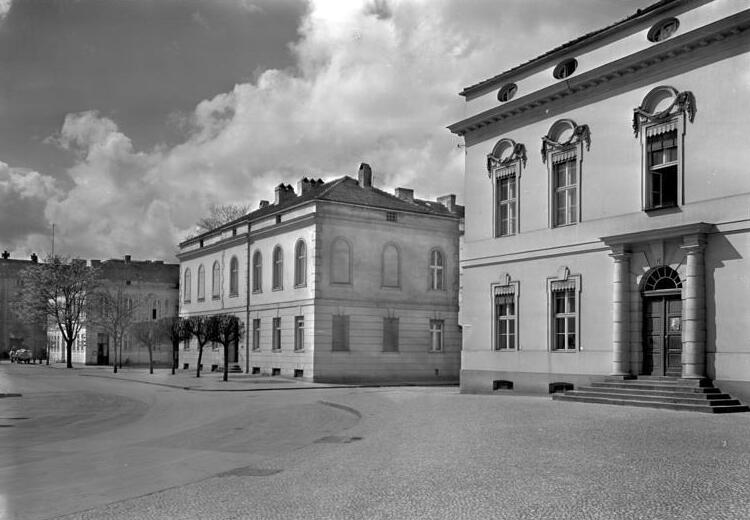
Schloßstraße 12–14 (von rechts, um 1928–1944)

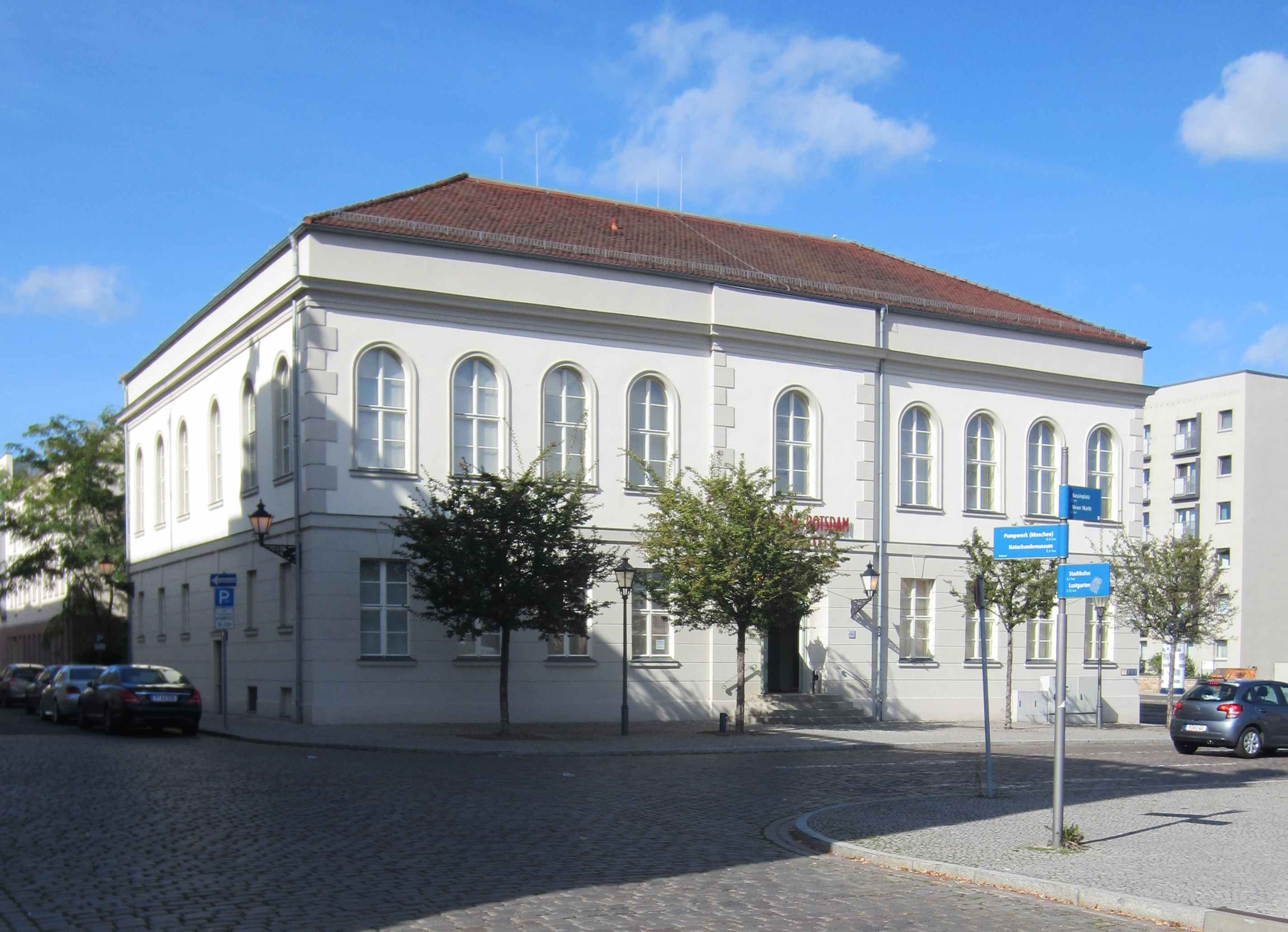
Schloßstraße 14

Die Häuser in der Schloßstraße 13 und 14 in Potsdam sind als Baudenkmäler geschützte Gebäude.

## Geschichte
Die Pendantgebäude wurden 1748 nach Plänen des Architekten Georg Wenzeslaus von Knobelsdorff an der Westseite des Lustgartens im rechten Winkel zum Marstall des Potsdamer Stadtschlosses erbaut. Friedrich der Große ließ die Breite Straße, die ehemalige Kurfürstliche Freiheit, wie schon sein Urgroßvater Friedrich Wilhelm von Brandenburg, der Große Kurfürst, ausgehend vom Stadtschloss mit eindrucksvollen Gebäuden zu einer Prachtstraße ausbauen. Die Häuser Schloßstraße 13 und 14 wurden als Kopfbauten und symmetrische torartige Einfassung an deren Anfang auf dem Weg zur Garnisonkirche errichtet. Sie repräsentieren die erste Phase des friderizianischen Rokoko mit klarem architektonischem Aufbau und sparsamem Fassadenschmuck. Zwischen 1977 und 1982 wurden die Fassaden rekonstruiert und der Grundriss der Gebäude verändert.
In der ersten Hälfte des 20. Jahrhunderts befand sich in dem Haus Nr. 14 das Restaurant „Zum Lustgarten“. Nach dem Umbau zu Beginn der 1980er Jahre befanden sich in dem Haus Nr. 13 bis 2008 die Jugendclubs Spartacus und S13, beide Teil des Vereins Lindenpark. Der Spartacus hat heute seinen Sitz auf dem Gelände des linksalternativen Jugendkulturzentrums freiLand Potsdam in der Friedrich-Engels-Straße 22 in Babelsberg.
Im Haus Nr. 14 befanden sich ab 1982 eine Gaststätte, ein Veranstaltungssaal und mehrere Büros des Klubs der Künstler und Architekten „Eduard Claudius“. Seit 2002 wird das Gebäude als Spielbank genutzt.

## Architektur
Die zweigeschossigen Häuser über einem rechteckigen Grundriss sind mit Walmdächern gedeckt. Die sieben- bzw. neunachsigen Fassaden werden jeweils durch einen einachsigen Mittelrisalit gegliedert, in dem sich über einfache Freitreppen erschlossene schlichte Rundbogenportale mit gekehlter Laibung befinden. Die Fenster des mit einer Putznutung versehenen Erdgeschosses sind hochrechteckig mit keilförmigen Schlusssteinen, die bis zum umlaufenden, die Grenze zwischen Erd- und Obergeschoss markierenden Gurtgesims reichen. Die Obergeschosse öffnen sich mit schlichten, nur mit Sohlbänken und einfachen Putzrahmen dekorierten Rundbogenfenstern. Die mit Putzquaderungen an den Gebäudeecken und den Kanten der Risalite gegliederten Fassaden des Obergeschosses schließen oben mit einem profilierten Kranzgesims ab, über dem sich eine fensterlose Attika befindet.